# Las Higueras, Nayarit
Las Higueras är en ort i Mexiko.   Den ligger i kommunen Santiago Ixcuintla och delstaten Nayarit, i den centrala delen av landet, 700 km väster om huvudstaden Mexico City. Las Higueras ligger 64 meter över havet och antalet invånare är 223.
Terrängen runt Las Higueras är platt åt nordväst, men åt sydost är den kuperad. Runt Las Higueras är det ganska glesbefolkat, med 45 invånare per kvadratkilometer. Närmaste större samhälle är Santiago Ixcuintla, 14,0 km nordväst om Las Higueras. Omgivningarna runt Las Higueras är en mosaik av jordbruksmark och naturlig växtlighet.